# Задов, Александр Григорьевич
Александр Григорьевич Задов (1914—1982) — горный инженер, организатор нефтяной промышленности, лауреат Ленинской премии.
Член ВКП(б) — КПСС с 1939 года.

## Биография
- 1931—1932 работа на нефтепромыслах
- 1933—1935 на комсомольской работе
- 1935—1940 учёба в Азербайджанском индустриальном институте им. Азизбекова
- 1940—1943 служба в РККА, командир танка,секретарь комитета ВЛКСМ танкового батальона,комиссар (зам. командира по политчасти) танкового батальона, капитан, 70 тбр ЗапФ
- 1943—1948 на партийной работе в Баку
- 1948—1957 на руководящих должностях в нефтяной промышленности (Баку, Краснодар)
- 1957—1963 1-й зам. председателя Краснодарского СНХ
- с февраля 1963 по 1965 год 1-й зам. председателя Северо-Кавказского СНХ
- 1965 −1975 начальник главка юго-западных районов Миннефтепрома, зам. начальника Главнефтедобычи Миннефтепрома СССР, Член коллегии Министерства нефтяной промышленности СССР.

Депутат Верховного Совета АзССР 3-го созыва.
Похоронен в Москве на Востряковском кладбище.

## Семья
Жена - Эсфирь Ефимовна Каган (1918-1993).
Дети - Валерий Александрович (1944), Ефим Александрович (1952).

## Награды
- В 1963 году был удостоен Ленинской премии за участие в комплексном решении проблемы бурения и эксплуатации газовых и газоконденсатных месторождений.
- Почётный работник газовой промышленности.
- Награждён орденом Ленина,  Красной Звезды (12.02.1943), двумя орденами Трудового Красного Знамени и тремя медалями Великой Отечественной войны 1941-1945г.г.